# Mario Camus
Mario Camus García (ur. 20 kwietnia 1935 w Santanderze, zm. 18 września 2021 tamże) – hiszpański reżyser i scenarzysta filmowy.
Karierę zaczynał jako współscenarzysta wczesnych filmów Carlosa Saury (Los Golfos, 1960; Lament dla bandyty, 1964). Od 1963 zajmował się również reżyserowaniem. Laureat Złotego Niedźwiedzia na 33. MFF w Berlinie za film Ul (1982). Jednym z jego najwybitniejszych dokonań była nagrodzona na 37. MFF w Cannes adaptacja powieści Miguela Delibesa Niewinni święci (1984). Dwukrotny zdobywca Nagrody Goya: za scenariusz do filmu Cienie bitwy (1993) oraz nagrody honorowej za całokształt twórczości (2011).